# 直入町大字長湯
直入町大字長湯（なおいりまちおおあざながゆ）は、大分県竹田市の大字。
旧直入郡長湯町、直入郡直入町大字長湯。郵便番号は878-0402。
長湯温泉で知られ、字域には多くの温泉施設や宿泊施設が点在する。

## 地理
竹田市の北部、旧直入町の中心部に位置し、西部を久住町大字仏原および久住町大字有氏と、北部を由布市庄内町阿蘇野と、東部を直入町大字上田北と豊後大野市朝地町梨小、および直入町大字神堤と、南部を竹田市大字高伏、大字植木、および豊後大野市朝地町綿田と隣接している。字域中北部は奥豊後グリーンロードとぐるっとくじゅう周遊道路が交わる。字の中心部を通る大分県道30号庄内久住線には温泉施設や宿泊施設が立ち並び、県内外から多くの観光客が訪れる。字北部には竹田市直入支所（旧・直入町役場）が所在する。
字域全域が山がちな地形で、北部に通る奥豊後グリーンロードは道路が蛇行した形状になっていたり、町の主要道路なども高低差があったりする。
温泉についての歴史は、長湯温泉の記事も参照。

## 歴史
1889年4月1日 - 町村制施行により、直入郡長湯村、下竹田村が発足。
1955年3月31日 - 長湯町が下竹田村と合併し直入町が発足。旧長湯町は直入町の大字となった。
2005年3月31日 - 直入町が旧・竹田市、直入郡久住町、荻町と新設合併し、新・竹田市となる。これまでの大字長湯は直入町大字長湯に変更された。

## 交通

### バス
- 竹田市内公共交通

### 道路
- 奥豊後グリーンロード
- ぐるっとくじゅう周遊道路
- 大分県道30号庄内久住線
- 大分県道47号竹田直入線
- 大分県道209号朝地直入線